# Joachim Pfeiffer (Politiker, 1967)

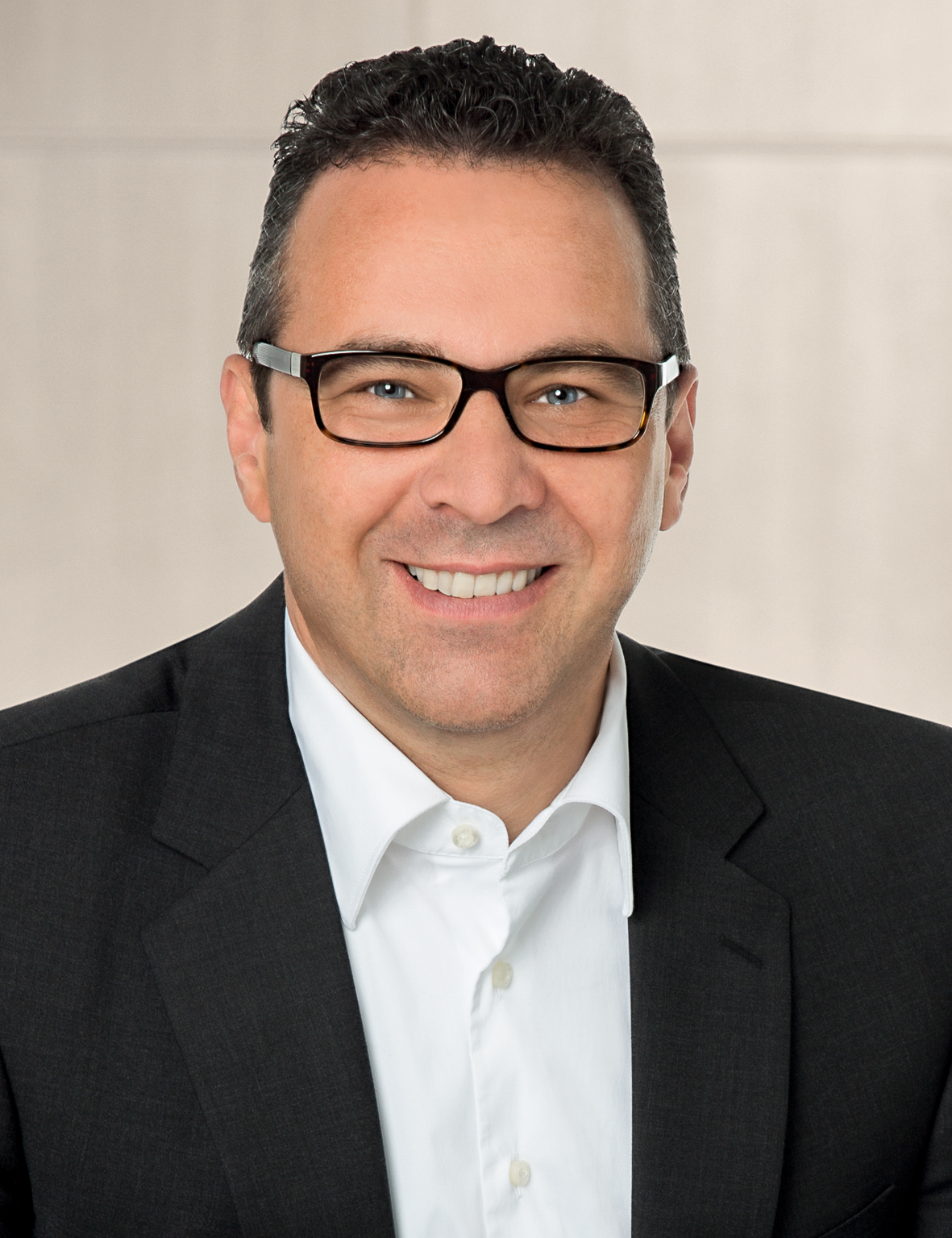
Joachim Pfeiffer, 2013

Joachim Pfeiffer (* 25. April 1967 in Mutlangen) ist ein deutscher ehemaliger Politiker (CDU). Er war von 2002 bis 2021 Mitglied des Deutschen Bundestages und war von 2014 bis zu seinem Rücktritt am 10. April 2021 wirtschafts- und energiepolitischer Sprecher der CDU/CSU-Bundestagsfraktion. Seit 1. Januar 2022 arbeitet er als Lobbyist für die PR-Agentur Kekst CNC.

## Leben und Beruf
Joachim Pfeiffer wurde am 25. April 1967 in Mutlangen geboren. Im Anschluss an die Realschule wechselte er an das Wirtschaftsgymnasium in Schwäbisch Gmünd und schloss dieses 1986 mit dem Abitur ab. Von 1986 bis 1988 absolvierte er im Rahmen seines Wehrdienstes die Ausbildung zum Reserveoffizier bei der Bundeswehr. Sein Dienstgrad ist Hauptmann der Reserve.
Im Jahre 1988 begann Pfeiffer ein Studium der technisch orientierten Betriebswirtschaftslehre mit dem Schwerpunktfach Verkehrswesen an der Universität Stuttgart, das er 1992 als Diplomkaufmann abschloss. Während seines Studiums war er Stipendiat der Konrad-Adenauer-Stiftung und wurde Mitglied der fakultativ schlagenden und farbentragenden Stuttgarter Burschenschaft Alemannia. 1997 wurde er berufsbegleitend zum Dr. rer. pol. an der Universität Stuttgart mit der Arbeit Die Rechtsformentscheidung der öffentlich-rechtlichen Entsorgungsträger auf dem Gebiet der Abfallentsorgung in Baden-Württemberg promoviert.
Von 1992 bis 1997 arbeitete Pfeiffer bei der Energie-Versorgung Schwaben. Von 1997 bis 2002 leitete er die Wirtschafts- und Arbeitsförderung Stuttgart und übt seit 2003 eine freiberuflich beratende Tätigkeit mit seinem eigenen Consulting-Unternehmen aus. Seit 2006 ist Pfeiffer nebenberuflich als Lehrbeauftragter für Energiepolitik am Institut für Energiewirtschaft und Rationelle Energieanwendung (IER) der Universität Stuttgart tätig.
Mit Stand März 2021 zeigte er insgesamt 27 Nebentätigkeiten beim Bundestag an, die er in der Legislaturperiode 2017–2021 ausübte. Neben seiner Tätigkeit als Bundestagsabgeordneter leitete er auch drei Unternehmen, die er alle nach seinem Einzug in den Bundestag gründete: die beiden Beratungsgesellschaften Dr. Joachim Pfeiffer Consulting und Maconso GmbH und die Klippenhaus SL, die auf Mallorca eine Ferienwohnanlage baut. Seit 1. Januar 2022 ist er Associate Partner der PR-Agentur Kekst CNC, wo er „mit seiner politischen Expertise und Erfahrung insbesondere internationale Unternehmen“ beraten soll. Den Vorwurf, dass Pfeiffer als Lobbyist für das Unternehmen tätig sei und sich dadurch mögliche Interessenkonflikte für Pfeiffer und das Unternehmen ergeben könnten, beispielsweise durch seine anderen Posten wie seinen Sitz im Beirat der Bundesnetzagentur oder seine Mitgliedschaft im Aufsichtsrat der Gigabit Region Stuttgart GmbH, weist Kekst CNC zurück.
Pfeiffer hat drei Söhne.

### Politischer Werdegang
Im Jahre 1982 trat Pfeiffer als Schüler in die Junge Union ein. Drei Jahre später wurde er Mitglied der CDU. Er war von 1990 bis 1994 Kreisvorsitzender der Jungen Union Rems-Murr.
In der Zeit von 1992 bis 1999 war Pfeiffer Mitglied des Gemeinderats seiner Heimatgemeinde Urbach und war von 1994 bis 2024 Mitglied der Regionalversammlung des Verbands Region Stuttgart. Seit 1996 ist er Vorsitzender der CDU-Fraktion im Verband Region Stuttgart. Von 1997 bis 1999 war er Vertreter des Landesverbandes Baden-Württemberg im Deutschlandrat der Jungen Union. Von 2000 bis Sommer 2022 war Pfeiffer Kreisvorsitzender der CDU Rems-Murr. Von 2003 bis 2009 war er Beisitzer im Landesvorstand der CDU Baden-Württemberg.
2002 wurde Pfeiffer Mitglied des Deutschen Bundestages, in den er stets als direkt gewählter Abgeordneter des Wahlkreises Waiblingen einzog. Bei der Bundestagswahl 2013 erreichte er 51,5 % (2009: 43,0 %) der Erststimmen. Von 2005 bis 2009 war er Koordinator in Energiefragen und stellvertretender wirtschaftspolitischer Sprecher der CDU/CSU-Bundestagsfraktion, seit November 2009 war er Vorsitzender der Arbeitsgruppe Wirtschaft und Technologie (seit Januar 2014 umbenannt in „Wirtschaft und Energie“). Von 2009 bis zu seinem Ausscheiden aus dem Bundestag war er wirtschaftspolitischer Sprecher und seit 2013 wirtschafts- und energiepolitischer Sprecher der CDU/CSU-Bundestagsfraktion. Er gehörte als stellvertretendes Mitglied dem Haushaltsausschuss und dem 1. Untersuchungsausschuss des Verteidigungsausschusses an.
Ab 2019 war Pfeiffer Mitglied der Deutsch-Französischen Parlamentarischen Versammlung.

## Positionen

### Energiepolitik und Klimaschutz
Pfeiffer galt während seiner Zeit im Bundestag als einer der effektivsten Blockierer ökologischer Politik. Als wirtschaftspolitischer Sprecher der CDU/CSU-Bundestagsfraktion sprach er sich 2010 für eine deutlich längere Restlaufzeit der deutschen Kernkraftwerke aus. Er lehnte nicht nur die von der rot-grünen Vorgängerregierung beschlossene Laufzeit von 32 Jahren, sondern auch die von seinem Fraktionskollegen Norbert Röttgen vorgeschlagenen 40 Jahre ab und bezeichnete eine Laufzeit von 60 Jahren als „international üblich“. Im April 2011 rückte er nach der Nuklearkatastrophe von Fukushima von seiner bisherigen Position ab und sagte, es sei Tatsache „dass 80 Prozent der Wähler derzeit der Meinung sind, das wir schneller aussteigen müssen. Deshalb haben wir Politiker den Auftrag, den Weg dorthin zu finden.“ Ein schneller Verzicht auf Atomkraft aus politischen Gründen sei möglich, habe aber seinen Preis. Im Jahre 2019 stellte er den Atomausstieg erneut in Frage und äußerte, an ihm wie auch an der Unionsfraktion werde ein Betrieb von Kernkraftwerken auch in der Zukunft nicht scheitern. Regierungssprecher Steffen Seibert widersprach und erklärte, dass der Atomausstieg wie beschlossen umgesetzt werde.
Pfeiffer trat 2019 als Kritiker von Klimaschutzmaßnahmen hervor. Die Debatte um Klimaschutz in Deutschland sei „alarmistisch“ und „nur noch schwer erträglich“, zudem sei „der vermeintliche Klimaschutz“ für viele Bürger „zu einer Art Ersatzreligion geworden.“
Er äußerte sich wiederholt kritisch über die finanziellen Auswirkungen der Förderung erneuerbarer Energien. Im Oktober 2013 kritisierte er, die Kosten seien „aus dem Ruder gelaufen“, im Januar 2014 sagte er, es könne „kein Dauerzustand sein, dass die Stromverbraucher erneuerbare Energien bezuschussen.“ Das Ende der Subventionierung solle „eher schneller als später kommen“. Im November 2016 sagte er, die Energiewende werde durch die „ausufernde Förderung erneuerbarer Energien gefährdet“, diese Förderung müsse endlich sein.
Joachim Pfeiffer befürwortete die international umstrittene Gas-Pipeline Nordstream 2, welche Gas aus Russland durch die Ostsee unter Umgehung von Transitstaaten nach Deutschland transportieren sollte.
Im Juni 2017 wurde der Artikel Pfeiffers in der deutschsprachigen Wikipedia von einem Computer aus dem deutschen Bundestag heraus editiert. Unter anderem wurde ein Satz gelöscht, Pfeiffer gelte als Befürworter des Einsatzes von Kernkraftwerken. Stattdessen wurde eingefügt, Pfeiffer dränge „auf eine schnelle Markteinführung der Erneuerbaren Energien.“ Pfeiffer erklärte dazu, damit seien veraltete Funktionen und Positionen „upgedated“ worden.
Die Journalistinnen Susanne Götze und Annika Joeres ordnen Pfeiffer als klimawandelskeptisch ein. Zudem führen sie an, Pfeiffer werde bundestagsintern zusammen mit Thomas Bareiß und Carsten Linnemann als „Bermudadreieck der Energiewende“ bezeichnet, als Dreigestirn, das jeden (klimapolitischen) Fortschritt schlucke.

### Lieferkettengesetz
Das geplante Gesetz zur Einhaltung von Menschenrechten und Umweltvorgaben in weltweiten Lieferketten bezeichnete Pfeiffer im Februar 2021 als „Bestrafungsinstrument“.

### Sozialpolitik
Im Jahr 2019 kritisierte
Pfeiffer die Sozialleistungen in Deutschland. Der deutsche Staat schütte „die Leute mit Geld zu“ und leiste sich „zu viel Sozialklimbim in einem Rundum-Versorgungsstaat“. Diese Äußerung und insbesondere die von vielen als abwertend wahrgenommene Formulierung „Sozialklimbim“ rief große Kritik und Empörung unter anderem bei der SPD, Oppositionsparteien und Sozialverbänden hervor. SPD-Parteichefin Andrea Nahles warf Pfeiffer unter anderem vor, ihm mangele es an „Respekt vor der Lebensleistung normaler Menschen“, während ihm eine Vertreterin des Deutschen Gewerkschaftsbundes vorwarf, er habe „den Bezug zur Lebensrealität vieler Menschen vollkommen verloren“. Kritik an der Wortwahl kam auch aus der CDU.
Im Mai 2020 forderte die Arbeitsgemeinschaft Wirtschaft und Energie der CDU/CSU-Bundestagsfraktion – eine 17-köpfige Parlamentariergruppe unter Leitung von Pfeiffer – aufgrund der COVID-19-Pandemie, den Mindestlohn (2020: 9,35 Euro brutto/pro Stunde) abzusenken oder zumindest eine für das folgende Jahr geplante Erhöhung auszusetzen. Zusätzlich möchte Pfeiffer das Arbeitszeitgesetz ändern. Demnach heißt es in dem Papier mit dem Namen „Wachstumsprogramm für Deutschland“: „Generell sollte an die Stelle einer täglichen eine wöchentliche Höchstarbeitszeit von 48 Stunden treten, die in tarifgebundenen wie in tarifungebundenen Unternehmen gilt.“ Die Forderung führte zu scharfer Kritik innerhalb der CDU als auch von weiteren Parteien. SPD-Chefin Saskia Esken schrieb auf Twitter: „Wer wie die CDU am Sonntag den Kassiererinnen, Pflegekräften und Paketzustellerinnen und Paketzustellern vom Balkon aus applaudiert und ihnen dann in der Woche den Mindestlohn verweigern oder dringende Erhöhungen vorenthalten will, der verhält sich einfach nur schäbig“. Binnen Stunden distanzierten sich auch die CDU-Parteivorsitzende Annegret Kramp-Karrenbauer sowie Generalsekretär Paul Ziemiak mit den Aussagen „Hände weg vom Mindestlohn“ und der Erklärung, dass „Absenkung des Mindestlohns überhaupt keine Position der CDU Deutschlands“ sei. Pfeiffer bekräftigte darauf seine Ablehnung und äußerte: „Wir wollen keinen politischen Mindestlohn“.

### Tabakwerbung
Joachim Pfeiffer gilt neben Volker Kauder unionsintern als hauptverantwortlich für das Scheitern einer Neuregelung zur Tabakwerbung in der Legislaturperiode 2013–2017. Im Dezember 2019 beschloss die Unionsfraktion im Bundestag mit großer Mehrheit gegen den Willen Pfeiffers sowie des Wirtschaftsflügels, für ein Tabakwerbeverbot einzutreten.

### Waffenexporte
Pfeiffer betrachtet Waffenexporte als legitimes Mittel zur Durchsetzung deutscher Sicherheitsinteressen. So befürwortete Pfeiffer in der Debatte zum Export von Waffen nach Saudi-Arabien im Juli 2011 den Verkauf aus politischen wie volkswirtschaftlichen Gründen. Am Rande eines Besuchs in Riad im Juni 2012 verteidigte er erneut den Verkauf von Leopard-2A5-Panzern mit den Worten, man habe dadurch „die Möglichkeit, unsere Vorstellungen von Sicherheitspolitik und Menschenrechten anzusprechen“.
2019 kritisierte er im Hinblick auf die Verlängerung des Waffenexportverbots nach Saudi-Arabien diese Politik und erklärte, „German free“ werde immer mehr zu einem Gütesiegel bei Waffendeals. Zudem erklärte er, man müsse der „völlig absurden innerdeutschen Gutmenschen-Diskussion“ entgegenhalten, dass Deutschland bei Abwanderung der deutschen Rüstungsindustrie abhängig von Importen werde.

### Sonstiges
Im Dezember 2015 plädierte Pfeiffer in den Stuttgarter Nachrichten dafür, der nach seiner Angaben „linke[n] Lobbytruppe“ Campact den Status der Gemeinnützigkeit zu entziehen. Die Deutsche Umwelthilfe bezeichnete er im Februar 2018 als „eine semi-kriminelle Vereinigung“, da sie sich als Abmahnverein betätige.
2015 sprach sich Pfeiffer für eine eingeschränkte Legalisierung von Cannabis aus.

## Lobbyismusvorwürfe
Pfeiffer äußerte 2014 in einem Interview für den YouTube-Kanal Stör/Element, er sehe im Lobbyismus keine Interessenkonflikte. Entgegen der üblichen Definition bezeichnete er alle Bürger, die sich an ihn wenden, als Lobbyisten. Er behauptete, der „aggressivste Lobbyismus“ sei der der Nichtregierungsorganisationen (NGOs). Dem gehöre „ein Riegel vorgeschoben“. Der (häufig kritisierte) Drehtüreffekt (berufliche Wechsel zwischen Politik und Wirtschaft) sei kein Problem; er wünsche sich dies sogar häufiger. Nach seiner Amtszeit als energiepolitischer Sprecher wechselte er zu einer Lobbyagentur, die auch Firmen aus dem Energiesektor vertritt.

### Lobbyismusaffäre der Union 2021
Im Zuge der Lobbyismusaffäre der Union wurden im März 2021 Lobbyismusvorwürfe gegen Pfeiffer laut. Zuvor war bekannt geworden, dass Pfeiffer neben anderen Nebentätigkeiten noch zwei Beratungsunternehmen als Geschäftsführer betreibt, die er erst nach Einzug in den Bundestag gegründet hatte. Die Wochenzeitung Die Zeit berichtete, die Telefonnummern dieser Unternehmen führten „direkt in sein Wahlkreisbüro“; sie nutzten damit eine aus Steuergeldern bezahlte Infrastruktur. Ein Anwalt Pfeiffers dementierte diese Vorwürfe; Die Zeit zog die Glaubwürdigkeit des Dementis in Frage und verwies auf Screenshots von öffentlich zugänglichen Kontaktdaten. Zudem habe Pfeiffer die Nebeneinkünfte aus diesen Tätigkeiten nicht angegeben, obwohl er als Bundestagsabgeordneter dazu verpflichtet gewesen wäre, da er als „einziger Geschäftsführer der Firma […] in jeden Auftrag involviert [gewesen] sein“ müsse. An ihn seien auch alle Unternehmensgewinne geflossen. Auch Lobbycontrol äußerte, dass Pfeiffers Angaben zu Nebeneinkünften fehlerhaft seien, wenn er an Aufträgen dieser Unternehmen mitgewirkt habe. Zudem erhebt Lobbycontrol weitere Vorwürfe gegen Pfeiffer im Hinblick auf seine Tätigkeit im Wirtschaftsrat der CDU. Diese habe er beim Bundestag nicht angegeben, was ebenfalls gegen die Transparenzregeln des Bundestags verstoße. Der Wirtschaftsrat sei eine Lobbygruppe, die „besonders jene Unternehmen und Akteure“ versammle, „die Klimaschutzmaßnahmen skeptisch gegenüberstehen, weil sie selbst in der fossilen Wirtschaft verankert sind oder Klimaschutz aus ideologischen Gründen ablehnen“. Pfeiffer zeigte die Mitgliedschaft im Wirtschaftsrat der CDU dann nachträglich bei der Bundestagsverwaltung an.
Pfeiffer bestreitet die gegen ihn erhobenen Vorwürfe. Infolge der Anschuldigungen sagte die SPD eine für den 18. März 2021 geplante Verhandlungsrunde über die Reformierung des Erneuerbare-Energien-Gesetzes ab und forderte, dass die CDU erst aufkläre. Ursprünglich war geplant, dass Pfeiffer zusammen mit Carsten Linnemann und Georg Nüßlein für die Unionsfraktion hätte verhandeln sollen. Allerdings hatte sich bereits Nüßlein infolge seines Verhaltens in der Maskenaffäre zurückgezogen und hätte durch Ulrich Lange ersetzt werden sollen.
Die Zeit schrieb, es sei bei einigen seiner Nebentätigkeiten „fraglich, ob sie immer klar von seiner politischen Tätigkeit im Bundestag getrennt sind“. Pfeiffer äußerte sich hierzu nicht, ließ aber einen Anwalt eine Unterlassungserklärung gegen die Zeitung verschicken. Diese widersprach mit Verweis auf ihre Recherchen und machte neue auffällige personelle Verbindungen publik. Demnach vermiete Pfeiffer sein Wahlkreisbüro in Waiblingen seit 2020 an Volker Zeh unter, einen Unternehmer, der als Honorarkonsul von Montenegro arbeite. Pfeiffer und Zeh teilten sich Sekretärin, Klingel und Briefkasten. 2020 reiste Pfeiffer mit Zeh, damals noch als Unternehmer, nach Montenegro, wo sie u. a. von Premierminister Duško Marković empfangen wurden. Nach Rückkehr ließ Pfeiffer eine Mitteilung veröffentlichen, er freue sich auf den Ausbau der Beziehungen; zudem gebe es Projekte im Wert von vielen Hundert Millionen Euro. Diese seien im Energiesektor angesiedelt, also dem Bereich, mit dem sich Pfeiffer im Bundestag maßgeblich befasst.

### Aserbaidschan-Affäre
Pfeiffer zählt zu einem Kreis mehrerer Abgeordneter, die mit Aserbaidschan in Verbindung stehen. So nahm er z. B. 2018 zusammen mit dem inzwischen zurückgetretenen CDU-Bundestags-Abgeordneten Mark Hauptmann an einem von der Deutschen Atlantischen Gesellschaft und der Botschaft Aserbaidschans organisierten Symposium mit dem Titel „Stabilität und Sicherheit im Südkaukasus“ teil, das von der staatlichen aserbaidschanischen Erdölgesellschaft Socar finanziert wurde.

### Wasserstoff-Politik
Umstritten war seine Mitgliedschaft im Beirat des Unternehmens Hydroma Inc., das in Mali Wasserstoff gewinnen will, da Pfeiffer für die Wasserstoffnutzung warb. Er traf sich 2018 mit dem Geschäftsführer des Unternehmens. Später forderte er im Bundestag die „Entfesselung“ der Wasserstoffnutzung. Pfeiffer erklärte im August 2020 hierzu, er sehe in seiner Tätigkeit für Hydroma keinen Interessenkonflikt und wies auch den Vorwurf der Intransparenz zurück. Für seine Einkünfte aus seiner Tätigkeit für Hydroma verwies er auf die Bundestagsseite. Dort waren Medienangaben zufolge keine diesbezüglichen Angaben zu finden. Angezeigt werden alle Einkünfte, die monatlich mehr als 1.000 Euro oder jährlich 10.000 Euro betragen.

## Rücktritt
Am 10. April 2021 erklärte Pfeiffer seinen Rücktritt als wirtschafts- und energiepolitischer Sprecher der CDU/CSU-Bundestagsfraktion und kündigte an, trotz bereits erfolgter Nominierung bei der Bundestagswahl 2021 nicht mehr zu kandidieren. Als Grund nannte er, dass er Opfer einer Kampagne und krimineller Aktivitäten geworden sei. Zuvor waren Anschuldigen bekannt geworden, Pfeiffer habe von seinem Abgeordnetenmandat durch private Beratungstätigkeiten finanziell profitiert (siehe Abschnitt Lobbyismusvorwürfe). Pfeiffer erklärte, er müsse sich seit drei Wochen „gegen eine Kampagne wehren, mit der mir von Teilen der Presse mit konstruierten Behauptungen unterstellt wird“, er habe sein „politisches Mandat mit unternehmerischen Aktivitäten neben dem Mandat in unrechtmäßiger Weise verknüpft“. Diese Behauptungen seien „falsch und wurden widerlegt“. Kritik äußerte er dabei auch an der eigenen Fraktionsführung: Demnach habe es eine „fraktionsinterne Beschränkung“ seiner „Unabhängigkeit als Bundestagsabgeordneter“ gegeben. So führe der neue Verhaltenskodex dazu, dass „unternehmerische Tätigkeiten neben dem Mandat für Führungspositionen in der Fraktion de facto ausgeschlossen“ würden. Dies hebele das freie Mandat aus.
Zudem führte er an, er sei Opfer einer Hacker-Attacke geworden, bei der vertrauliche Steuerdaten in Verbindung mit seinen Unternehmensbeteiligungen erbeutet worden sein sollen. Die Attacke soll Pfeiffers Steuerberater gegolten haben. Dabei soll der Zahlungsverkehr von Pfeiffers Unternehmen abgefragt worden und temporär „in den Grauzonen des Internets“ zu finden gewesen sein. Öffentlich bekannt wurden die Daten nicht und im Februar 2024 stellte die Staatsanwaltschaft Stuttgart die Ermittlungen ohne Ergebnis ein.

## Mitgliedschaften
Pfeiffer war stellvertretendes Mitglied im Verteidigungsausschuss und war bis zu seinem Rücktritt ordentliches Mitglied im Ausschuss für Wirtschaft und Energie.

### Funktionen in Unternehmen
- Getec Wärme & Effizienz AG, Magdeburg, Mitglied des Immobilienbeirates
- Gesellschaft für Wohnungs- und Gewerbebau Baden-Württemberg AG, Stuttgart, Mitglied des Beirates
- Initium AG Consulting und Management, Schorndorf, Mitglied des Aufsichtsrates
- Klippenhaus S.L., Capdepera, Spanien, Geschäftsführer[48]
- Leadvise Region Mitte GmbH, Darmstadt, Mitglied des Beirates
- MACONSO GmbH, Plüderhausen, Geschäftsführer[48]
- Verkehrs- und Tarifverbund Stuttgart GmbH, Stuttgart, Mitglied des Aufsichtsrates
- Verwaltung Tophi Warenhandel AG, Ostrau, Mitglied des Aufsichtsrates
- Wirtschaftsförderung Region Stuttgart GmbH (WRS), Stuttgart, Mitglied des Aufsichtsrates

### Funktionen in Körperschaften und Anstalten des öffentlichen Rechts
- Bundesnetzagentur für Elektrizität, Gas, Telekommunikation, Post und Eisenbahnen, Bonn, Stellv. Vorsitzender des Beirates
- Verband Region Stuttgart, Stuttgart, Mitglied der Regionalversammlung

### Mitgliedschaften und Funktionen in Vereinen, Verbänden und Stiftungen
- Bundesverband der Unternehmervereinigungen e. V. (BUV), Berlin, Mitglied des Beirates
- Die Familienunternehmer – ASU e. V., Berlin, Mitglied des strategischen Beirates
- Forum Region Stuttgart e. V., Stuttgart, Mitglied des Kuratoriums (bis 31. Dezember 2015)
- Gesellschaft zum Studium strukturpolitischer Fragen e. V., Berlin, Vorsitzender des Beirates für Wirtschaft und Wirtschaftsrecht
- Institut der deutschen Immobilienwirtschaft e. V. (iddiw), Frankfurt/Main, Mitglied des Beirates
- Institute for Cultural Diplomacy e. V. (ICD), Berlin, Mitglied des Beirates
- Landesverband Württembergischer Karnevalvereine e. V. 1958, Stuttgart, Beisitzer im Rechtsausschuss
- Packaging Excellence Region Stuttgart e. V. Kompetenzzentrum für Verpackungs- und Automatisierungstechnik, Waiblingen, Mitglied des Beirates
- Sportkreis Rems-Murr e. V., Backnang, Mitglied des Beirates
- Stiftung Energie & Klimaschutz, Karlsruhe, Mitglied des Kuratoriums
- Stiftung Theaterhaus Stuttgart, Stuttgart, Mitglied des Kuratoriums
- Europa-Union Deutschland
- Wirtschaftsrat der CDU

## Veröffentlichungen
- Josef Göppel, Joachim Pfeiffer: Konjunktur durch Natur – Wege zu mehr Beschäftigung mit marktwirtschaftlicher Umweltvorsorge. Mankau-Verlag, Murnau 2005, ISBN 3-9809565-8-X